# 老幹體
老幹体又稱政协体或人大体，是中國的一種詩歌風格，此類詩歌的作者大都是政协和全国人民代表大会等单位在岗或退休的各级政府官员以及各行政、企事业的官员及普通的工作人员，而且这些诗歌內容大多為歌頌國家歌舞升平。郭沫若的《满江红·庆祝九大开幕》和诗《春雷》就是典型的老幹体作品。此外古代官场也有大量官场习气极重的台阁体詩歌以及宫体诗，這些其實就類似於老幹体。例如王维、贾至、岑参、杜甫等人也創作過歌颂盛世的詩歌。

## 延伸阅读
- 老登文艺
- 乾隆帝诗词